# Emacs
Emacs – rodzina edytorów tekstu, znana ze swojej rozszerzalności. Podręcznik najpopularniejszego wariantu GNU Emacs opisuje go jako „rozszerzalny, dostosowywalny, samodokumentujący się, edytor wyświetlany w czasie rzeczywistym”. Rozwój pierwszych Emacsów rozpoczął się w połowie lat siedemdziesiątych, a prace nad GNU Emacsem są kontynuowane (2022).

## Wprowadzenie
Pierwotna wersja Emacsa została napisana w 1976 roku przez programistę z MIT, Richarda Stallmana, jako zestaw makr dla innego edytora o nazwie TECO (nazwa wzięła się od słów editor i macros). W roku 1984 Stallman zaczął pisać nową wersję Emacsa, GNU Emacs, który stał się pierwszym programem projektu GNU. W rok później ukazała się wersja GNU Emacs 15.34, która była już oficjalnie dystrybuowana. 23 lutego 2008 roku Richard Stallman napisał na emacs-devel, iż (po około 20 latach opieki nad programem) chciałby powierzyć projekt Stefanowi Monnier i Chongowi Yidong.
Emacs jest przykładem wolnego oprogramowania, a nie jedynie oprogramowania open source.
Emacs składa się z niewielkiego i wydajnego jądra napisanego w C, zawierającego też interpreter dialektu Lispu zwanego Emacs Lisp, oraz z ogromnej nadbudowy napisanej w Lispie i wykonywanej przez to jądro.
Dzięki takiej konstrukcji Emacs jest elastyczny, a jego zachowanie można w pełni kontrolować przy użyciu Emacs Lispa.
Rozszerzeniami typowymi dla edytorów programisty, są podświetlanie i automatyczne formatowanie kodu źródłowego, oraz integracja z make, systemami kontroli wersji i kompilatorami.
Mniej typowe zastosowania to przeglądanie katalogów, obsługa urządzeń typu modemy,
aż do zupełnie nietypowych, jak: graficzna przeglądarka stron WWW, klient poczty elektronicznej, gry komputerowe czy implementacja ELIZY.
Istnieją dwie wersje Emacsa wywodzące się z pierwotnego kodu, znane jako GNU Emacs i XEmacs, oraz ogromna liczba edytorów i innych narzędzi wzorowanych na Emacsie.
Dzięki dodatkowym narzędziom etags i ctags istnieje możliwość szybkiego „poruszania” się po dużych projektach programistycznych.

## Tryby uruchomieniowe
GNU Emacs może być uruchamiany w dwóch trybach – tekstowym i graficznym. Uruchamiając Emacsa w Terminalu bez środowiska X, uruchomi się tryb tekstowy. Natomiast wewnątrz X Window uruchomi się tryb graficzny. Istnieje także możliwość uruchomienia Emacsa w trybie tekstowym w emulatorze terminala w Interfejsie graficznym. Istnieje także możliwość uruchomienia Emacsa jako serwera, w którym wszystkie klienty współdzielą te same bufory.

## Sekwencje i skróty klawiszowe
W Emacsie każde pojedyncze wciśnięcie klawisza lub sekwencji klawiszy wywołuje funkcję napisaną w języku Emacs Lisp. W większości trybów pojedyncze wciśnięcie klawisza powoduje wywołanie funkcji self-insert-command, która wstawia pojedynczy znak do bufora. Oprócz podstawowych skrótów klawiszowych istnieją także sekwencję rozpoczynające się od C-x (Control+X) lub C-c (Ctrl+C). Skrót M-x (znak meta lub Alt) umożliwia wywołanie dowolnej funkcji w Emacs Lispie, która została utworzona z możliwością wywołania interaktywnego (wewnątrz funkcji musi być wywołanie (interactive)).

### Przykładowe skróty klawiszowe
Poniższa tabela zawiera kilka podstawowych skrótów klawiaturowych i sekwencji oraz ich standardowe wiązania do funkcji w Emacs Lispie.
| Funkcja                    | Skrót klawiszowy  | Opis                                                                        |
| -------------------------- | ----------------- | --------------------------------------------------------------------------- |
| forward-char               | C-f               | Przesunięcie o jeden znak do przodu.                                        |
| backward-char              | C-b               | Przesunięcie o jeden znak do tyłu.                                          |
| backward-line              | C-p               | Przesunięcie o jedną linie do góry.                                         |
| forward-line               | C-n               | Przesunięcie o jedną linie w dół.                                           |
| forward-word               | M-f               | Przesunięcie o słowo do przodu.                                             |
| search-word                | C-s               | Szukanie słowa w buforze.                                                   |
| scroll-up                  | M-v               | Przesunięcie o jeden ekran do góry                                          |
| scroll-down                | C-v               | Przesunięcie o jeden ekran w dół                                            |
| undo                       | C-/ C-_ lub C-x u | Cofnięcie ostatniej zmiany.                                                 |
| keyboard-quit              | C-g               | Zaniechanie ostatniej komendy.                                              |
| fill-paragraph             | M-q               | Wyrównanie tekstu do lewej krawędzi.                                        |
| find-file                  | C-x C-f           | Odwiedzenie pliku (otworzenie lub stworzenie nowego pliku).                 |
| save-buffer                | C-x C-s           | Zapis aktualnego bufora.                                                    |
| write-file                 | C-x C-w           | Zapisz jako...                                                              |
| save-buffers-kill-emacs    | C-x C-c           | Wyjście z Emacsa.                                                           |
| set-marker                 | C-[space]/C-@     | Zaznaczenie tekstu, które chcesz skopiować czy wyciąć.                      |
| cut                        | C-w               | Wycięcie zaznaczonego tekstu.                                               |
| copy                       | M-w               | Skopiowanie zaznaczonego tekstu.                                            |
| paste                      | C-y               | Wklejenie tekstu ze schowka.                                                |
| kill-buffer                | C-x k             | Zamknij bufor, jeżeli nie ma podanej nazwy zostanie zamknięty obecny bufor. |
| save-buffers-kill-terminal | C-x C-c           | Zamknięcie Emacsa                                                           |

## Tryby Emacsa
Są to biblioteki programistyczne, które dodają jakąś dodatkową funkcjonalność do edytora, zazwyczaj uruchamiane są automatycznie dla określonego typu pliku. Istnieją dwa typy trybów Emacsa główny (Major) i pomniejszy (Minor). Istnieją tryby główne dla większości języków programowania, które m.in. kolorują składnie, dodają nowe funkcje, nowe kombinacje klawiszy lub inteligentne „wcinanie” kodu źródłowego. Pomniejsze tryby służą zazwyczaj do dodania jakiejś jednej funkcji np. wyświetlanie zegarka, czy liczby wierszy. Dla pojedynczego bufora może być wywołany tylko jeden tryb głównych oraz wiele pomniejszych. Istnieje także tryb polymode, który umożliwia uruchomienie wielu trybów głównych, dla różnych części bufora.

## Bufory
W Emacsie wszystkie operacje wykonywane są na buforach. Bufor jest to zazwyczaj plik na dysku, który można wyświetlić wewnątrz okna, który znajduje się w pamięci Emacsa. Buforem może być też zawartość katalogu, strona internetowa czy inna treść stworzona przez edytor np. gra.

## Minibufor
Jest to obszar na dole okna, wewnątrz którego wyświetlane są wyniki działania komend oraz służy do wprowadzania dodatkowych argumentów dla funkcji.

## Okna
Oknem (ang. window) w Emacsie określa się obszar, w którym wyświetlany jest Bufor. Nie należy go mylić z oknem programu uruchomionego w trybie GUI, na które w Emacsie mówi się „ramka”. Wewnątrz pojedynczej ramki programu można wyświetlać wiele okien z wyświetlanym buforem. Do dzielenia okna w poziomie służy sekwencja C-x 3 (wywołująca funkcję split-window-horizontally) natomiast do dzielenia w pionie służy sekwencja C-x 2 (funkcja split-window-vertically), do usunięcia aktualnego okna służy sekwencja C-x 0 (funkcja delete-window). W Emacsie można mieć uruchomione dwa okna wyświetlające ten sam bufor – modyfikacja bufora w jednym oknie natychmiastowo uaktualnia drugi bufor. Okna mogą mieć różny rozmiar. Istnieje możliwość uruchomienia emulatora terminala wewnątrz okna.

## Ramki
Ramką (ang. frame) określa się okno programu w trybie graficznym, w którym może być wiele okien. W trybie tekstowym wyświetlana jest naraz tylko jedna ramka.

## Hooki
Hooki Emacsa służą do wywoływania kodu użytkownika w odpowiednim momencie, np. gdy uruchomiony jest określony tryb. Przykładowo wewnątrz Hooka dla trybu głównego lisp-mode (uruchamianego dla programów w języku Lisp), można utworzyć dodatkowe wiązania funkcji (ang. binding) do skrótów klawiszowych, ułatwiające prace z plikami w tym języku lub uruchomić tryby pomniejsze, które powinny być włączone tylko dla tego trybu głównego.

## Etags i ctags
Są to programy, które generują indeksy definicji wewnątrz plików źródłowych. Po wygenerowania pliku Tags dla danego kodu źródłowego, składającego się z wielu plików, można używać skrótu M-. (Meta lub Altikropka) do przechodzenia z miejsca, gdzie wywołano funkcję, do miejsca, w którym ta funkcja została zdefiniowana.